# Acianthera biceps
Acianthera biceps är en orkidéart som först beskrevs av Carlyle August Luer och Alexander Charles Hirtz, och fick sitt nu gällande namn av Carlyle August Luer. Acianthera biceps ingår i släktet Acianthera och familjen orkidéer. Inga underarter finns listade i Catalogue of Life.